# Lepidoneura
Lepidoneura là một chi bướm đêm thuộc họ Crambidae.

## Các loài
- Lepidoneura africalis Hampson, 1899
- Lepidoneura grisealis Hampson, 1900

Các loài trước đây
- Lepidoneura longipalpis Swinhoe, 1894